# Nîmes Olympique 2010-2011
Questa voce raccoglie le informazioni riguardanti il Nîmes Olympique nelle competizioni ufficiali della stagione 2010-2011.

## Rosa
| N. |                    | Ruolo | Calciatore              |
| -- | ------------------ | ----- | ----------------------- |
| 1  | Francia (bandiera) | P     | Ludovic Butelle         |
| 3  | Marocco (bandiera) | D     | Salaheddine Sbaï        |
| 4  | Francia (bandiera) | D     | Yohan Bocognano         |
| 5  | Serbia (bandiera)  | D     | Miodrag Stošić          |
| 7  | Togo (bandiera)    | C     | Komlan Amewou           |
| 10 | Serbia (bandiera)  | A     | Vladimir Buač           |
| 11 | Camerun (bandiera) | A     | Benjamin Moukandjo Bilé |
| 12 | Francia (bandiera) | C     | Jérémy Posteraro        |
| 13 | Francia (bandiera) | A     | David Gigliotti         |
| 14 | Francia (bandiera) | C     | Cédric Horjak           |
| 16 | Canada (bandiera)  | P     | Haidar Al-Shaïbani      |
| 17 | Camerun (bandiera) | C     | Cédric N'Doumbé         |
| 18 | Francia (bandiera) | D     | Benoît Poulain          |
| 19 | Francia (bandiera) | D     | Moussa Sidibé           |

| N. |                           | Ruolo | Calciatore         |
| -- | ------------------------- | ----- | ------------------ |
| 20 | Algeria (bandiera)        | C     | Mehdi Mostefa      |
| 21 | Francia (bandiera)        | D     | Yassine Haddou     |
| 22 | Francia (bandiera)        | A     | Romain Thibault    |
| 23 | Francia (bandiera)        | A     | Madimoussa Traoré  |
| 24 | Francia (bandiera)        | A     | Steve Haguy        |
| 25 | Costa d'Avorio (bandiera) | A     | Yannick Boli       |
| 26 | Mali (bandiera)           | C     | Alphousseyni Keita |
| 27 | Francia (bandiera)        | C     | Olivier Davidas    |
| 28 | Togo (bandiera)           | A     | Jonathan Ayité     |
| 29 | Algeria (bandiera)        | D     | Abderraouf Zarabi  |
| 30 | Francia (bandiera)        | P     | Paul-Noel Ettori   |
| 31 | Francia (bandiera)        | A     | Mohamed M'Changama |
| 32 | Francia (bandiera)        | A     | Nicolas Benezet    |
| 33 | Francia (bandiera)        | C     | Jonathan Parpeix   |